# Uccialì
Uccialì (in turco Uluç Ali; per altri nomi, vedi Nome; Le Castella, 1519 – Costantinopoli, 21 giugno 1587) è stato un ammiraglio ottomano di origine italiana.
Nato in Calabria a Le Castella, probabilmente con il nome di Giovan Dionigi Galeni, fu catturato dagli ottomani durante una razzia, si convertì all'Islam ed entrò nella Marina ottomana, dimostrando col tempo doti di comando eccezionali.
Fu beilerbei della Reggenza di Algeri e infine grande ammiraglio (capitan pascià). Partecipò alla battaglia di Lepanto come comandante dell'ala sinistra dello schieramento ottomano e fu l'unico tra i comandanti turchi a sopravvivere allo scontro.

## Nome
Il suo nome turco, Uluç Alì, che significa «Alì il rinnegato», si trova traslitterato in diversi modi: Uluç Alì, ʿUluj Alì, Uluch Alì, Ulug Alì, Ulugh Alì, ʽUluġ ʽAlī.
In italiano fu adattato in vari modi: Occhialì (che sembra indicare una pronuncia più palatale e non ancora del tutto postalveolare della consonante finale), Occialì, Luccialì, Uccialì.
Altre varianti più o meno italianizzate includono: Lucalì, Uluds-Alì, Uluosch-Alì, Ouloudi, Aluccialì, Locchialì, Luzzolì, Luccialì, Uluch-Alì, Uichialì, Uluzzalì, Louchalì, Ulug-Alì, Euldi-Alì, Ucci-Alì, Uluccialì, Ucciallì, Euldi-Alì, Ouloud Alì, Euludy Alì, Luccialli, Ucci-Ali, Eudji Ali, Uluc Ali, Ochialy, Occhiali.
Fu soprannominato anche Kılıç o Kilige Ali (lett. "Alì la Spada").

## Biografia
Uccialì nacque a Le Castella in Calabria, probabilmente col nome di Giovanni Dionigi Galeni, nel 1519.
Figlio di Birno, originario di Motta Sant'Agata (RC), e di Pippa de Cicco, contadina, stava per entrare in convento per diventare monaco, quando fu catturato dal corsaro albanese ottomano e bey di Algeri Khayr al-Dīn Barbarossa nel 1536 a Le Castella, presso Isola di Capo Rizzuto in Calabria. 
Fatto prigioniero e messo al remo, dopo alcuni anni passa al servizio in casa del suo padrone Jafer o Jaʿfar Pascià, durante un alterco con un pugno uccide uno schiavo napoletano che lo aveva schiaffeggiato e per non essere di conseguenza ucciso in base alla legge islamica viene convinto a convertirsi.
Diventato musulmano, sposò la figlia di un altro calabrese rinnegato, Jaʿfar Pascià, e iniziò la propria carriera di corsaro, con grande successo. Divenne dapprima comandante della flotta di Alessandria, poi pascià di Tripoli, ed infine bey di Algeri (1568).
Da corsaro imperversò in tutto il Mar Mediterraneo. Opera sua furono le catture nei pressi di Favignana della galera di Pietro Mendoza (1555 ca.), a Marettimo quella di Vincenzo Cicala e Luigi Osorio (1561). Il suo nome è legato a numerose incursioni sulle coste italiane, soprattutto quelle del Regno di Napoli, allora dominio spagnolo. Secondo alcune voci dell'epoca, tramò anche con vari cospiratori calabresi per staccare la Calabria dai regni spagnoli e unirla ai domini turchi.
Partecipò alla battaglia di Gerba nel 1560 e successivamente cercò di catturare il duca Emanuele Filiberto di Savoia presso Nizza.
Nel 1564 partecipò ai ripetuti assalti e ai saccheggi del paese di Civezza, nell'attuale provincia di Imperia. L'eroica resistenza della popolazione del piccolo paesino passò alla storia.
Subentrò a Dragut a capo della flotta ottomana, quando questi morì durante l'assedio di Malta del 1565.
Fu quindi autore di rilevanti imprese belliche, fra le quali l'assalto e il successivo assedio nell'agosto 1571 della città dalmata di Curzola.
Considerato il miglior ammiraglio della flotta ottomana, nell'ottobre del 1571 combatté a Lepanto contro Gianandrea Doria. Riuscì ad insidiare Giovanni d'Austria e a riportare in salvo una trentina di navi turche recando ad Istanbul, come trofeo, lo stendardo dei Cavalieri di Malta dopo una precipitosa fuga durante l'infuriare della battaglia.
Dopo questa battaglia ottenne dal Sultano ottomano Selim II il titolo di kapudan-ı derya ossia ammiraglio della flotta turca e l'appellativo di Kılıç Alì (Alì la Spada). Forte della nuova carica ricostruì in un anno la flotta distrutta a Lepanto e nel 1572 riuscì a sfidare ancora le flotte cristiane, anche se con scarso successo. Nel 1574 riconquistò all'impero ottomano Tunisi, che era stata espugnata l'anno prima dalla flotta cristiana.
Morì nel 21 giugno del 1587 nel suo palazzo sulla collina di Top-Hana presso Istanbul e lasciò ai suoi numerosi schiavi e servitori case e beni di proprietà, concentrati in un villaggio da lui fondato e chiamato "Nuova Calabria".
Secondo alcuni resoconti, in punto di morte sarebbe tornato alla fede cristiana, ma gli storici turchi negano con decisione questa eventualità, visto che già in vita gli erano stati offerti feudi e ricchezze in terre cristiane che egli aveva sempre rifiutato preferendo la libertà di costumi di cui godevano a quel tempo i cristiani convertiti all'Islam. Altra leggenda che circola sul suo nome racconta di un viaggio clandestino sulla costa calabrese al solo scopo di riabbracciare la madre che, stando alle cronache coeve, lo avrebbe invece maledetto proprio per la sua abiura. Ricerche recenti, però, ascrivono questa leggenda alla propaganda spagnola ed ecclesiastica.

## Omaggi

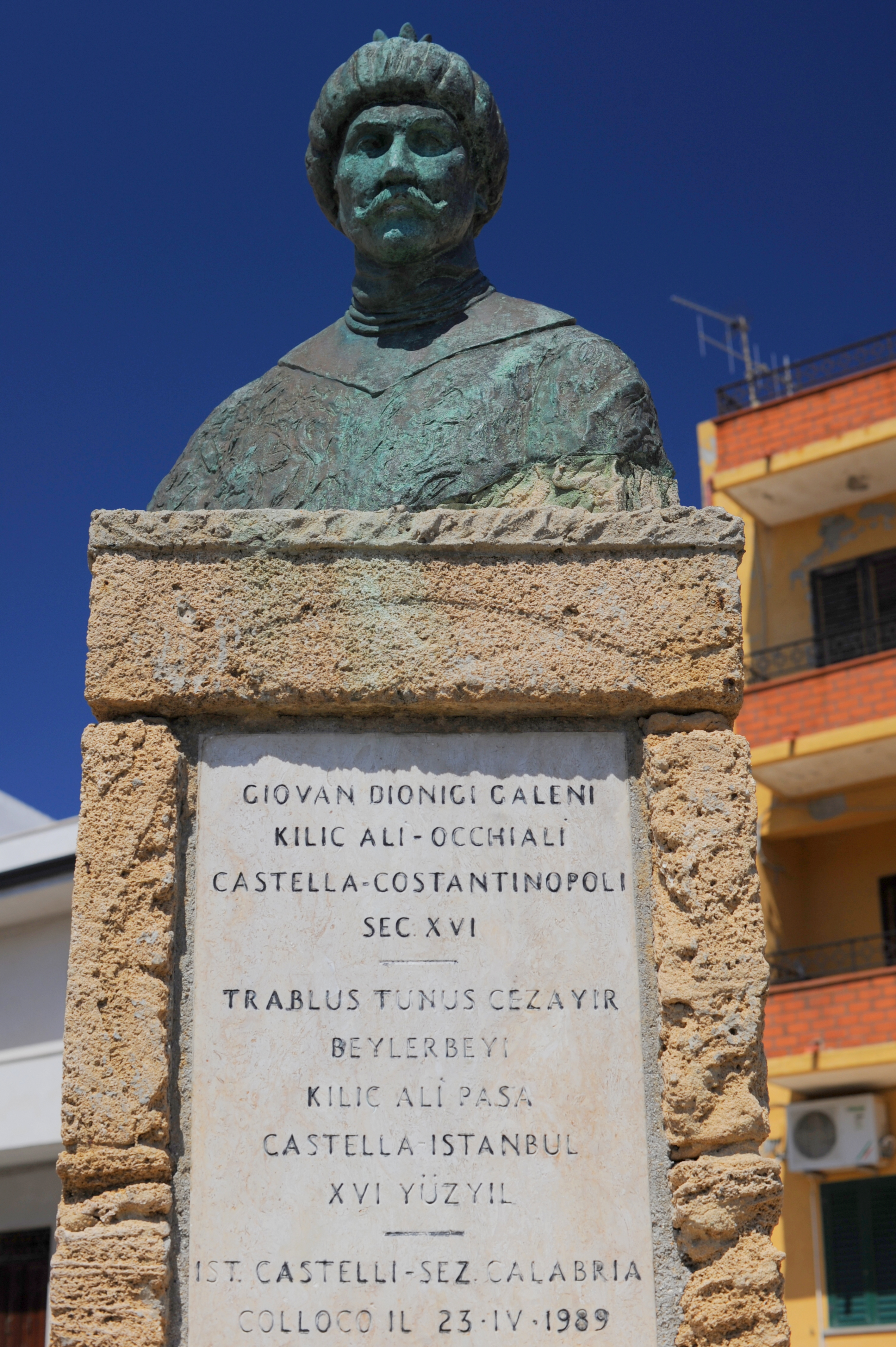
Busto di Uccialì Pascià a Le Castella

- A Istanbul sopravvive la Moschea di Kılıç Ali Pascià, moschea costruita grazie alla sua munificenza, che si trova poco distante dal quartiere di Galata. È un complesso (Kılıç Ali Paşa Külliyesi), in cui sono presenti la sepoltura (türbe) di Uccialì, la moschea (cami), la scuola coranica (madrasa) e un bagno (hammam).
- A Le Castella, località in provincia di Crotone, è collocato un busto nella piazza a lui dedicata ("Piazza Uccialì").
- Una copia del busto di Le Castella è stata donata dallo scultore a Gustavo Valente, storico e biografo dello stesso Uccialì, e attualmente si trova all'esterno dell'abitazione sita a Celico in provincia di Cosenza.
- Presso la chiesa matrice di Mola di Bari, ricostruita da maestranze dalmate nella seconda metà del XVI secolo, è presente un affresco che raffigura in più scene l'assedio di Curzola, nel quale Uccialì è rappresentato come un sultano assiso su un trono dorato, sormontato da una mezzaluna.[9]
- L'Università della Calabria ha istituito il Laboratorio sul Mediterraneo islamico "Occhialì" in onore del corsaro.[10]
- Esiste anche una rivista scientifica con lo stesso nome: Occhialì – Rivista sul Mediterraneo islamico.[11]
- Una lapide lo ricorda a Torrazza, ora frazione del comune di Imperia, per un assalto del 18 maggio 1562 in cui i torrazzini resistettero per una intera notte chiusi nella torre appena edificata dalla Repubblica di Genova poco sopra il paese e ancora oggi esistente e restaurata.